# 朝日岳 (山形県・新潟県)
朝日岳（あさひだけ）は、新潟県と山形県の県境に位置する朝日山地（朝日連峰）に属する山。ただし、大朝日岳山頂（標高1,870.3m）は山形県小国町に属する。北の出羽三山、南の飯豊連峰とともに磐梯朝日国立公園に含まれる。日本百名山のひとつに数えられる。

## 地理
大朝日岳から北の稜線には中岳（標高1,812m）や西朝日岳（標高1,814m）が続く。また、大朝日岳から東の稜線は小朝日岳（標高1,647m）、鳥原山（標高1,429m）と下る。
- 大朝日岳（標高1,870.3m）[2]
- 小朝日岳（標高1,647m）
- 西朝日岳（標高1,814m）
- 袖朝日岳（標高1,665m）[2]

朝日山地（朝日連峰）の主峰は大朝日岳とされるが、西朝日岳を主峰とする資料もある。地質は概ね古生代の花崗岩からなる隆起地塊であるが浸食が進んでいる。

## 鉱泉
- 古寺鉱泉
- 朝日鉱泉

## 参考画像

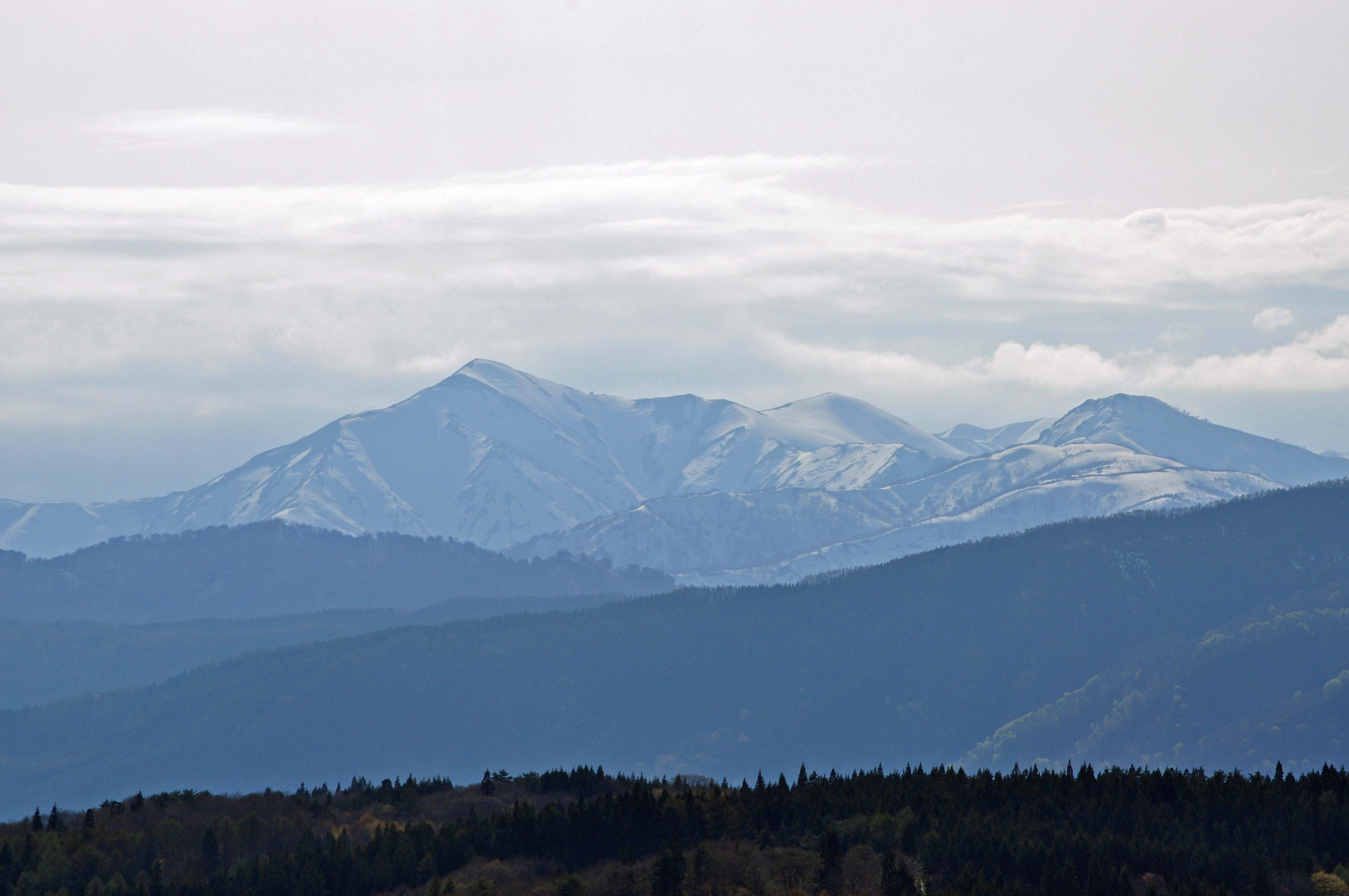
東方の白鷹山より望む朝日連峰
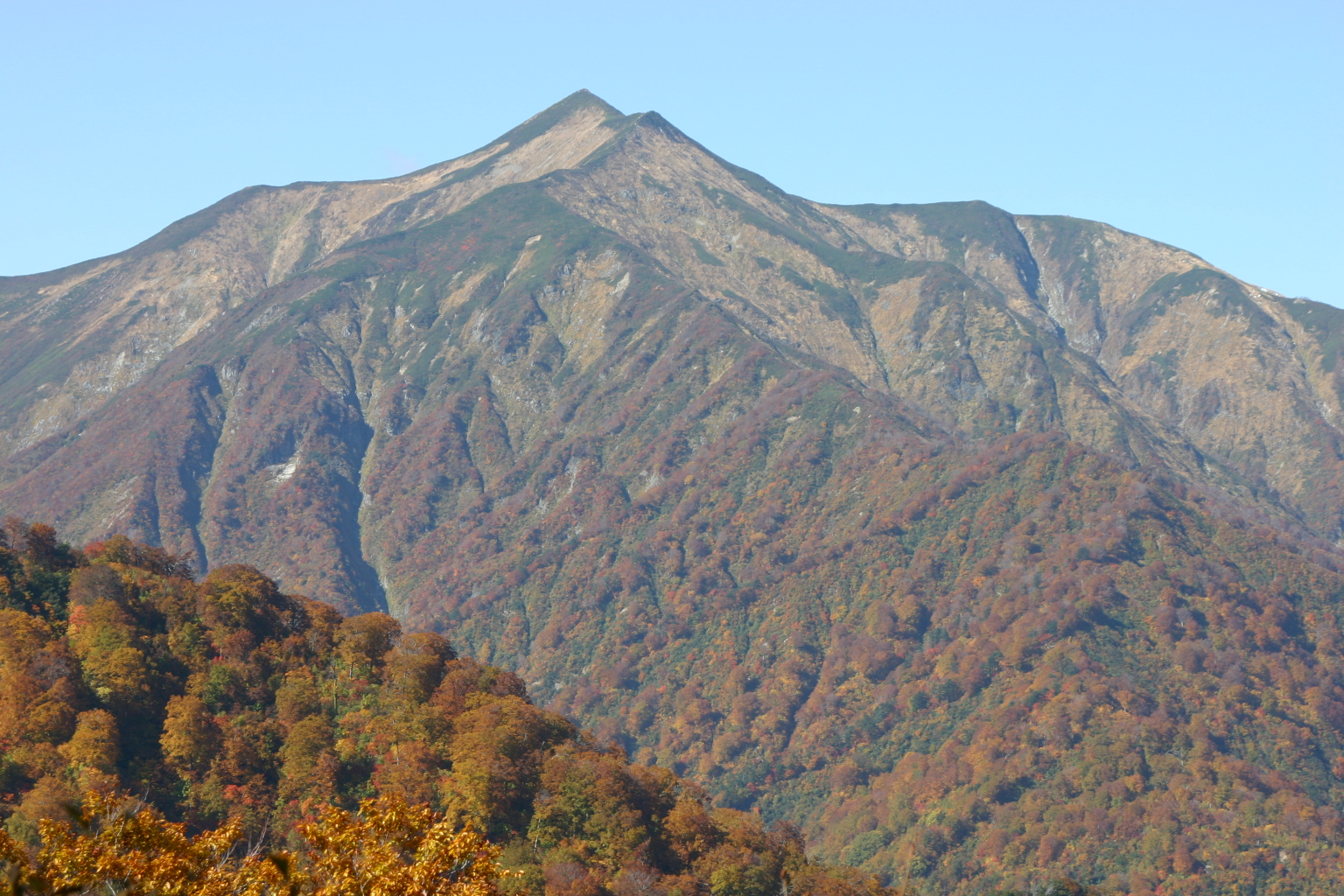
上倉山より望む大朝日岳
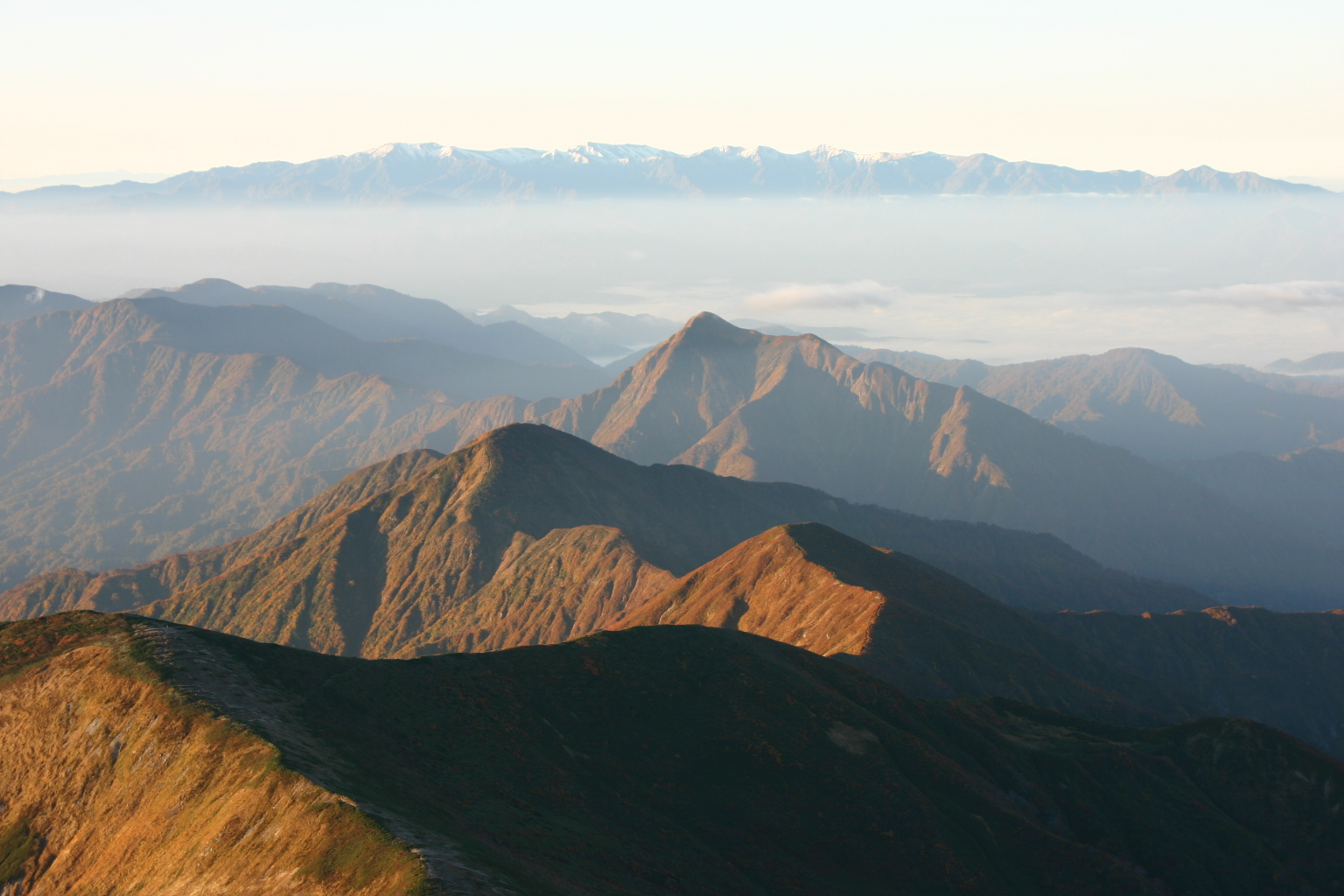
大朝日岳より望む祝瓶山（中央）と飯豊連峰（奥）